# Produktentwicklung
Die Produktentwicklung oder Product Engineering ist in der Betriebswirtschaftslehre eine Produktstrategie, die sich planmäßig mit der Entwicklung neuer Produkte oder Dienstleistungen oder deren Qualitätsverbesserung befasst.

## Allgemeines
Die Produktpalette eines Einprodukt- oder insbesondere Mehrproduktunternehmens erfordert eine stetige Anpassung an die Marktentwicklung. Dabei kann die Produktentwicklung helfen, die Marktentwicklung zu berücksichtigen. Die Produktentwicklung ist neben Produktdifferenzierung, Produktvariation, Produktinnovation, Produkteliminierung und Lifecycle-Management eines der Handlungsfelder der Produktstrategie. Die Produktentwicklung bildet den wichtigsten Teil des Produktentstehungsprozesses. Produktentwicklung liegt vor, wenn Unternehmen modifizierte oder neue Produkte/Dienstleistungen auf bestehenden Märkten anbieten.

## Phasen
Die Produktentwicklung ist im Produktentstehungsprozess verankert und umfasst die Phasen Produktplanung, Produktkonstruktion und Produkterprobung. Der Produktentwicklungsprozess ist in der Regel iterativ, so dass bei der Arbeit in einer späteren Phase frühere Arbeit nochmals aufgenommen und deren bisherige Ergebnisse korrigiert werden (können).
Ausgangspunkt für die Produktentwicklung ist die Produktplanung, die mit Hilfe von Ideen wie etwa der Ideenfindung des Brainstorming vorgeht und eine Wertung der Ideen vornimmt. Dabei untersucht die Produktforschung auch vorhandene eigene Produkte oder Konkurrenzprodukte. Es schließen sich Vorentwicklung und Konstruieren an. Dann folgen unternehmensinterne Tests des Prototyps, an die sich im Falle positiver Ergebnisse die Produktgestaltung und Preiskalkulation anschließen. Der Markttest oder Storetest geht der eigentlichen Markteinführung voraus. Die Produktentwicklung beginnt mithin bereits bei der anfänglichen Idee und reicht bis zur Markteinführung; dieser gesamte Prozess wird Time-to-Market genannt.
Planungsphase
Arbeitsziel ist die Erstellung eines Lastenhefts (Anforderungsliste).
Bei einer intensiven Marktanalyse wird zum Beispiel im Automobilbau mit Hilfe folgender Fragen eine Entwicklungs-Aufgabe formuliert:
- „Was ist der Kundenwunsch?“
- „Was bietet die Konkurrenz?“
- „Wo gibt es bei uns neue Produkt-Ideen?“
- „Wer ist unsere Zielgruppe?“
- „Wo im Produktlebenszyklus befindet sich unser bisheriges Produkt?“
- „Welchen Nutzen bringt es?“

Bei der Entwicklung komplexer Produkte, die in mittleren Losgrößen hergestellt werden sollen, ist die Zielkostenkonstruktion hilfreich, bei der zuerst der Marktpreis eines Produktes festgelegt wird, bevor mit der Entwicklung begonnen wird. Ist das Lastenheft erstellt, werden innerhalb der Entwicklungsabteilungen technische Möglichkeiten, das Produkt zu realisieren, auf funktionaler Ebene untersucht; es entsteht das Pflichtenheft für die Entwicklung. Im Falle von Divergenzen zwischen Lasten- und Pflichtenheft muss ein Abgleich stattfinden, bevor mit der Auftragserteilung die eigentliche Produktentwicklung beginnt.
Die Produktentwicklung kann von eigenen Ideen des entwickelnden Unternehmens als auch durch Kundenanforderung ausgehen. Bei letzterem hilft das Quality Function Deployment, die Stimme des Kunden in technische Daten umzusetzen. Produktideen und Kundenanforderungen lassen sich hervorragend in Nutzer-zentrierten operativen Szenarien modellieren, um sie anschließend in der Konzeptphase in funktional-logischer Architektur zu strukturieren.
Konzeptphase
Die Lösung der Aufgabe ist prinzipiell festzulegen, ein Konzept ist zu erarbeiten. Grundsätzlich ist eine Vielzahl von Lösungen möglich. Um sie neben bisher bekannten Lösungen zu erkennen, ist es vorteilhaft, den Wesenskern der Aufgabe durch eine abstrakte Darstellung der Produkt-Funktion zu finden.
Die Produkt-Funktion wird in Teil-Funktionen zerlegt (bei einer Geschirrspülmaschine muss das Geschirr außer dem Reinigen unter anderem zugeführt und gelagert werden), was auch den Vorteil hat, dass an großen Projekten bereits in dieser Phase parallel arbeitende Gruppen eingesetzt werden können. In einer solchen logischen Architektur gibt es für jede Teil-Funktion verschiedene Lösungsprinzipien in Form vorwiegend physikalischer Effekte (das Geschirr ließe sich durch Putzen, Schütteln, Spülen oder anders reinigen). Durch die Verknüpfung der je Teilfunktion gefundenen Prinzipien entsteht eine Vielzahl von Lösungsvarianten für die Gesamt-Funktion. Sie sind abstrakt, Kennzeichen ist ihre Wirkstruktur, die in Blockschaltbildern, der logischen Architektur, dargestellt werden kann. Unmögliche Varianten sind schnell erkennbar. Die verbleibende Vielzahl muss auf ein (oder wenige) Lösungsprinzip durch eine Bewertung reduziert werden, bevor ein (oder wenige) Entwurf angefertigt werden kann.
Die systematische und methodische Bewertung gehört zu den wesentlichen Merkmalen der modernen Produktentwicklung. Beispiele sind die Nutzwertanalyse und die in der Richtlinie VDI 2225 enthaltene Methode, die auf Fritz Kesselring zurückgeht. Der Morphologische Kasten kann sowohl beim Finden mehrerer Lösungsprinzipien als auch beim Bewerten benutzt werden. Diese Fähigkeiten werden durch moderne Architektur-Methoden des System Engineering und die Schritte des V-Modells unterstützt.
Dem ausgewählten Lösungsprinzip werden Funktionsträger hinzugefügt. Mit dem entstehenden Real-Konzept und der zugehörigen logischen Architektur beginnt die Entwurfsphase.
Entwurfsphase
Die als Konzept vorliegende Lösung ist gestalterisch festzulegen. Dies geschieht durch Ingenieure, Techniker oder Produktdesigner. Zuerst werden die Funktions-Träger (Bausteine) grobmaßstäblich zusammengesetzt. Nachdem sie quantitativ (zum Beispiel Festigkeitsberechnung), ästhetisch, ergonomisch, sicherheitstechnisch und fertigungsgerecht dimensioniert sind, entsteht ein maßstäblicher Feinentwurf.
Damit werden einfache maßstäbliche Modelle zur Bewertung der äußeren Erscheinung und Funktionsmodelle hergestellt. Letztere dienen zum Beweis der Funktion. Sie sind zwingend nötig, wenn enthaltene Teil-Funktionen auch nach neuestem Stand der Ingenieurwissenschaften nicht mit genügender Sicherheit voraussagbar sind. Solche Tätigkeiten werden mit modernen Methoden des Modellbasierten Systems Engineerings (MBSE) sehr effektiv unterstützt.
Ausarbeitungsphase
Der Entwurf ist so auszuarbeiten, dass das Produkt in Serienfertigung hergestellt werden kann. Ausarbeiten ist die klassische Tätigkeit des Konstruierens, wobei die Konstruktions-Unterlagen entstehen. Auch das dabei entstehende physikalische Modell der Produkt-Architektur wird mit MBSE-Methoden effektiv hergestellt. Idealerweise werden die Modelle, Zeichnungen und Simulationsergebnisse aus der Entwurfs- und Ausarbeitungsphase mit modernen Verfahren des Produktlebenszyklus-Management verwaltet, versioniert und für stehen spätere Phasen der Produktentstehung (Prototypen, Fertigung, Montage, Service) zur Verfügung.
Liegen die Einzelteil-Zeichnungen vor, werden bereits Prototypen angefertigt und getestet, um Zeichnungs- oder ältere prinzipielle Fehler zu beseitigen. Montagezeichnungen werden erst danach erstellt. Mit einer so genannten Nullserie wird geprüft, ob alle Hilfsmittel, wie besondere Werkzeuge und Vorrichtungen, für die Serienfertigung tauglich sind. Aus wirtschaftlichen Gründen (Vermeiden von Ausschuss) wird der Fertigung in großen Serien noch eine kleine Erstserie vorgeschaltet, um eine störungsfreie Produktion zu garantieren.
Markteinführung
Im Regelfall wird die Markteinführung marktreifer Produkte bereits mit Prototypen begonnen, die ausgewählten Kunden zur Erprobung angeboten werden (Marktkommunikation). Mit der Markteinführung beginnt der Produktlebenszyklus. Wird das Produkt nach entsprechenden Werbemaßnahmen gut verkauft, so war auch das die Produktentwicklung begleitende Akzeptanzmanagement erfolgreich.

## Pharmaindustrie
Ein klassisches Beispiel für die Produktentwicklung ist die Pharmaindustrie. Neue Wirkstoffe werden zur Patentierung angemeldet, um sich über ein Patent die alleinige Verwertung eines potentiellen Arzneimittels  auf dem Pharmamarkt  zu sichern. An die explorative Forschung schließen sich die präklinische und klinische Prüfung an, in denen das Arzneimittel auf Wirksamkeit und Unbedenklichkeit untersucht wird. Die Marktreife erreicht ein Arzneimittel erst mit der Zulassung durch die jeweils zuständige Behörde in den Zielmärkten.
Die Phase zwischen Entwicklung und Marktreife (englisch Time-to-Market) kann eine Zeitspanne von bis zu 15 Jahren umfassen.

## Kredit- und Versicherungswesen
Im Kredit- und Versicherungswesen kann das von einem Finanzprodukt möglicherweise ausgehende Produktrisiko für Kreditinstitute, Versicherer, aber auch für Bank- und Versicherungskunden sehr groß sein, so dass das Aufsichtsrecht bei der Produktentwicklung einen „Neuen Produktprozess (NPP)“ (englisch new product process) fordert. Hierbei geht es nicht nur um die Entwicklung von Finanzinnovationen, sondern auch um Produktdifferenzierungen und Produktvariationen und die Erschließung neuer Märkte. Vom NPP-Prozess wird also auch die Veränderung bereits vorhandener Finanzprodukte erfasst.
Für Kreditinstitute ist der NPP-Prozess beispielsweise in AT 8.1 der MaRisk geregelt. Danach muss ein Konzept ausgearbeitet werden, aus dem sich das Ergebnis der Analyse des Risikogehalts dieser neuen Geschäftsaktivitäten sowie deren Auswirkungen auf das Gesamtrisikoprofil und die Risikotragfähigkeit ergibt. In dem Konzept sind die sich daraus ergebenden wesentlichen Konsequenzen für das Risikomanagement darzustellen. Dabei ist bei Handelsgeschäften stets eine Testphase durchzuführen.

## Wirtschaftliche Aspekte
Für Harry Igor Ansoff handelte es sich zunächst nur dann um eine Diversifikation, wenn ein Unternehmen neue Produkte auf neuen Märkten absetzt. Er relativierte dann 1965 seinen Diversifikations-Begriff, als er unter anderem die Produktentwicklung zur Diversifikation hinzurechnete. Daraus lässt sich folgende Matrix für Wettbewerbsstrategien ableiten:
|                   | Bestehende Produkte | Neue Produkte      |
| Bestehende Märkte | Marktdurchdringung  | Produktentwicklung |
| Neue Märkte       | Marktentwicklung    | Diversifikation    |

Die wesentlichen Ziele der Produktentwicklung liegen darin, Produkte/Dienstleistungen zu schaffen, die sich gut verkaufen und sich von Konkurrenzprodukten unterscheiden. Produkte oder Dienstleistungen müssen mit dem Ziel entwickelt werden, für die Kunden einen Nutzen (Kundennutzen) zu schaffen. Deshalb sind im Rahmen einer Marktanalyse Kundenbefragungen durchzuführen, um den Kundennutzen und damit das Marktpotenzial zu ermitteln. Zu berücksichtigen ist, dass die Time-to-Market, also die Dauer der Produktentwicklung bis zur Markteinführung, je nach Produktart sehr lang sein kann und sich der Bedarf bis zur Markteinführung verändert haben kann.
Den Forschungs- und Entwicklungskosten stehen bis zur Markteinführung keine Umsatzerlöse gegenüber, so dass die Finanzierung der Produktpipeline durch den Cashflow aus laufender Produktion erfolgen muss. Nach der Markteinführung darf bei patentierten Produkten der Hersteller alleine die Verwertung übernehmen (Monopolist) und die mit ihnen erzielten Umsätze zur Amortisierung der Forschungs- und Entwicklungskosten einsetzen; der Zeitraum bis zur vollständigen Amortisierung wird Pay-back-Periode genannt. Werden mithin die Investitionsausgaben für Forschungs- und Entwicklungskosten durch die Umsatzerlöse vollständig gedeckt, hat sich die Produktentwicklung gelohnt. Decken die Grenzerlöse die Kosten dagegen nicht, handelt es sich um einen Flop.
Die Produktentwicklung erhöht – bei sonst gleichbleibenden Verhältnissen – die Produktvielfalt. Neue Produkte bedürfen meist im Marketing dem Einsatz von Marketinginstrumenten (beispielsweise Werbung), um ihre Bekanntheit im Markt zu etablieren. Die Wirkung von Produktentwicklung und Werbung auf die Nachfrage ist für Unternehmen dennoch schwer vorhersehbar.
Wirtschaftszweige, bei denen die Forschungs- und Entwicklungskosten einen hohen Anteil an den Gesamtkosten aufweisen, werden forschungs- und entwicklungsintensive Branchen genannt. Hierzu gehören unter anderem Automobilindustrie, Biotechnologie, Informationstechnologie, Luft- und Raumfahrt, Medizintechnik, Pharmaindustrie oder Telekommunikation. Befinden sich mehrere Produkte in der Produktentwicklung solcher Branchen, wird von der Produktpipeline gesprochen. Eine gut gefüllte Produktpipeline erhöht den Unternehmenswert.

## Studium
Das Studium im Bereich der Produktentwicklung ist seit langem ein fester Bestandteil der Maschinenbauausbildung und spielt eine zentrale Rolle in der Gestaltung und Optimierung technischer Produkte. Dieses Studienfeld wird an nahezu allen technischen Universitäten und Hochschulen angeboten und bildet eine wesentliche Grundlage für die Ausbildung von Fachkräften im Ingenieurwesen. So werden der Bachelorstudiengang Maschinenbau mit der Vertiefungsrichtung Produktentwicklung sowie der Masterstudiengang Integrated Design Engineering an der Otto-von-Guericke-Universität Magdeburg angeboten. Fachlich ausgewiesen auf diesem Gebiet sind der Lehrstuhl für Produktentwicklung der TU München, die Institute Produktentwicklung und Maschinenelemente (pmd) und Institut für Mechatronische Systeme im Maschinenbau (IMS) an der TU Darmstadt und das Institut für Produktentwicklung (IPEK) des Karlsruher Instituts für Technologie (KIT), sowie das Institut Produktentwicklung und Konstruktionstechnik (PKT) und das Institut für Smarte Entwicklung und Maschinenelemente (ISEM) der TU Hamburg. Die Universität Stuttgart lehrt im Institut für Konstruktionstechnik und Technisches Design (IKTD) die methodische Produktentwicklung.
Seit 1996 gibt es in Deutschland ebenfalls eigenständige Studiengänge, etwa das Fach Produktentwicklung mit dem Abschluss Bachelor. Dieser Studiengang wird unter anderem an der Hochschule Bielefeld angeboten, an der Hochschule Düsseldorf gibt es den Studiengang Produktion und Produktentwicklung. Die Hochschule Bochum bietet an ihrem Campus Velbert/Heiligenhaus den Bachelorstudiengang Mechatronik & Produktentwicklung sowohl grundständig wie auch dual an. Seit 2020 kann dort auch der gleichnamige Masterstudiengang studiert werden. An der Fachhochschule Bingen gibt es auch die Möglichkeit als Wirtschaftsingenieur Produktentwicklung zu studieren. Seit dem Wintersemester 2008/2009 ist es möglich, den Master-Studiengang „Integrierte Produktentwicklung“ an der Fachhochschule Südwestfalen (Iserlohn) zu studieren. An der Hochschule Pforzheim wird seit dem Wintersemester 2005 der Master-Studiengang „Produktentwicklung“ angeboten. Die HAW-Hamburg bietet seit 2016 den Master-Studiengang Konstruktionstechnik und Produktentwicklung im Maschinenbau an. Die Hochschule RheinMain bietet den berufsbegleitenden postgradualen Master-Studiengang „Product-Development and Manufacturing“ an. Die Fachhochschule Aachen bietet ebenfalls den Masterstudiengang Produktentwicklung an. Auch die Hochschule für angewandte Wissenschaften Würzburg-Schweinfurt bietet den Studiengang Maschinenbau mit Schwerpunkt „Produktentwicklung“ an. An der Hochschule Bonn-Rhein-Sieg kann als Vertiefungsrichtung der Studiengang „Produktentwicklung“ gewählt werden. Ab dem Wintersemester 2019/2020 wird an der Bergischen Universität Wuppertal der Schwerpunkt „Produkt-Innovationen“ für den Masterstudiengang Maschinenbau angeboten.